# Georg Philipp Rugendas (II)
Ne pas confondre avec son père, Georg Philipp Rugendas (1666-1742).
Pour les articles homonymes, voir Rugendas.
Georg Philipp Rugendas (II), né le 7 septembre 1701 à Augsbourg et mort en 1774 dans la même ville, est un peintre et un graveur. 

## Biographie
Georg Philipp Rugendas (II) naît le 7 septembre 1701 à Augsbourg. Il est le fils de Georg Philipp Rugendas,. Il peint principalement des scènes d'animaux et de batailles. Il réalise des gravures d'après les tableaux de son père. Il est également éditeur d'art. 
Il meurt en 1774 à Augsbourg.